# Hans Mayer (Galerist)
Hans Mayer (* 9. Juli 1940 in Ulm; † 31. Dezember 2022) gehörte mit seiner Galerie in Düsseldorf weltweit zu den wichtigsten Galeristen der Gegenwartskunst. Er entdeckte die amerikanische Pop Art, die Fotokunst von Peter Lindbergh und Helmut Newton sowie die amerikanische Kunst der 1980er Jahre und organisierte die legendäre Zusammenkunft von Joseph Beuys und Andy Warhol.

## Leben

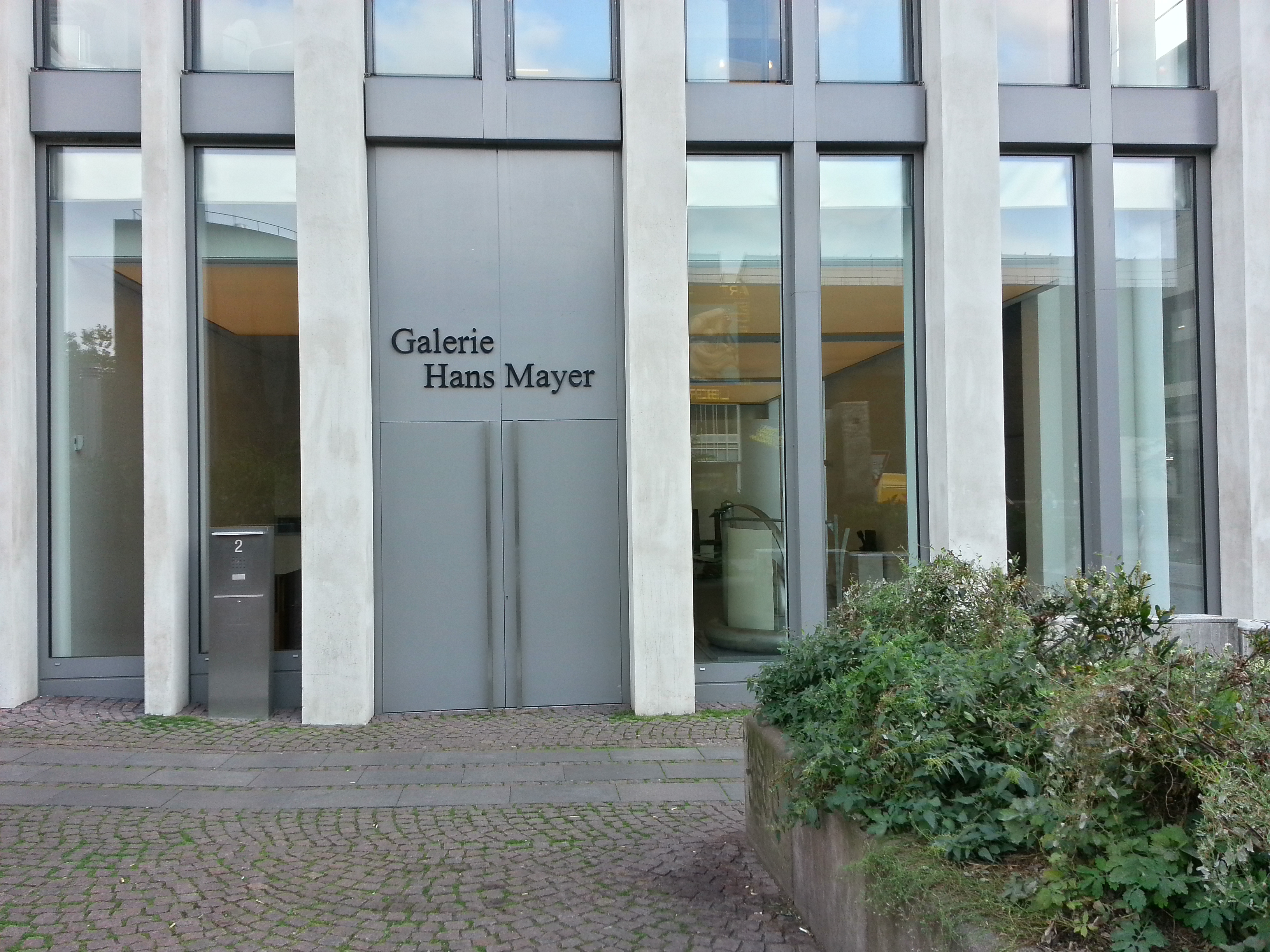
Ehemalige Galerie von Hans Mayer in Düsseldorf am Grabbeplatz 2 (2017)

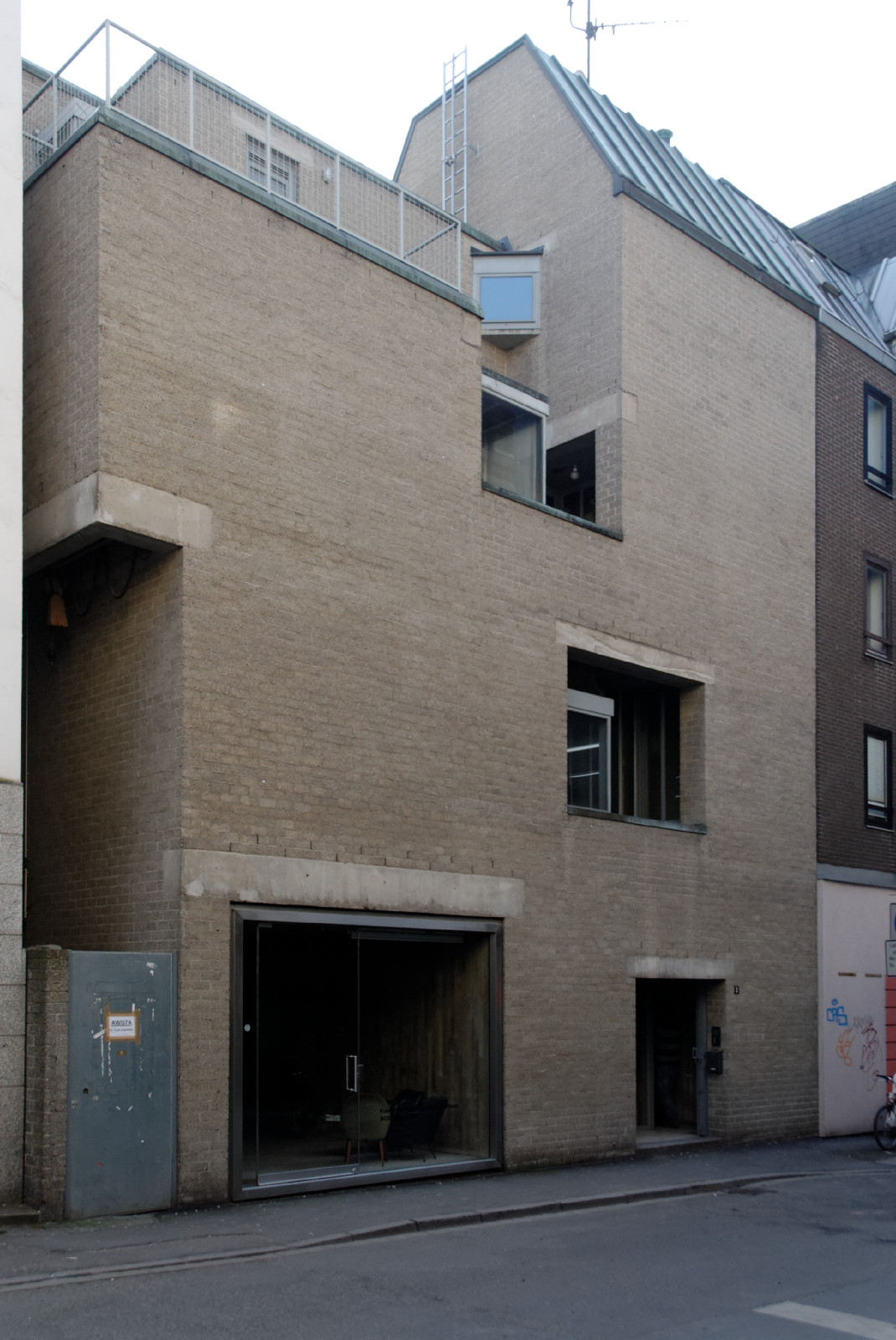
Schmela-Haus, Mutter-Ey-Strasse 3

Hans Mayer, gelernter Industriekaufmann, besuchte Kurse an der Volkshochschule Ulm, die von Inge Aicher-Scholl, Mitbegründerin der Hochschule für Gestaltung Ulm, abgehalten wurden und freundete sich mit dem Künstler Max Bill an. Von 1960 bis 1964 arbeitete er in Krefeld, zunächst im Möbelladen Schröer, der später eine Dependance in Düsseldorf unter dem Namen „made in“ in der Heinrich-Heine Allee hatte.
1965 eröffnete er seine erste Galerie, die „(op) art galerie“, in Esslingen am Neckar in einem umgebauten Sarglager in der Bachstraße 32, die sich ausschließlich mit konkreter Malerei und Objekten befassen sollte, und erhielt durch Vermittlung von Albert Schulze-Vellinghausen Arbeiten von Josef Albers. Die Ausstellung fand mit einem Eröffnungskonzert von John Cage statt. Nach Albers präsentierte Hans Mayer in Esslingen Ausstellungen zu Max Bill, Antonio Calderara, Gotthard Graubner, Karl Gerstner oder Camille Graeser. Das Programm für die Galerie war nicht nur von einer stringenten Künstlerliste gestaltet, gezeigt wurde konkrete und kinetische Kunst, sondern Hans Mayer begleitete diese auch mit Happenings, beispielsweise 1966 mit Julian Becks The Living Theatre. Bernhard Minetti oder Gerhard Rühm wurden zu Lesungen geladen; Albert Schulze Vellinghausen, Max Bense, Helmut Heißenbüttel oder Eugen Gomringer hielten Eröffnungsreden.
Verkauft wurde so gut wie nichts. Also machte sich Mayer zwischen Vernissage und Finissage mit einem Bus auf, um die Sammler in Deutschland bis in die Niederlande hinein zu erreichen. Um diesen näher zu sein eröffnete Hans Mayer 1967 in Krefeld auf dem Ostwall eine Dependance. Eröffnungsschau war „Vom Konstruktivismus zur Kinetik“ mit einem Spektrum von Hans Arp und Yaacov Agam über Bill, Alexander Calder, Kasimir Malewitsch, Agnes Martin, George Rickey, Jesús Rafael Soto, Jean Tinguely bis Victor Vasarely. Zur Eröffnung spielten The Who. Die Pariser Kunsthändlerin Denise René war auf den jungen Galeristen aufmerksam geworden und so kam es in Krefeld und ab Dezember 1969 auch in der Düsseldorfer Altstadt auf der Mühlenstraße 1, in der vormaligen Galerie Gunar, gleich neben Daniel Spoerris „Eat-Art Galerie“, zu der Galeriefusion, der „Galerie Denise René Hans Mayer“. Hans Mayers Op-Art-Galerie war die erste, die Andy Warhol in Düsseldorf zeigte. Tagsüber traf sich die Szene nebenan in Spoerris Eat-Art Restaurant der Sieben Sinne, die Abende im Creamcheese. Aufgrund der Ausstellungen mit Op-Art, zeitgenössischem Konstruktivismus und kinetischer Kunst wurde die Galerie in den 1960er Jahren bekannt.
Als Hans Mayer 1971 mit seiner Galerie nach der Eröffnung der Kunsthalle Düsseldorf in ein Ecklokal zum Grabbeplatz 2 zog, schuf ihm Max Bill die Einrichtung. Es folgte ein Crossover Auftritt von Steve Reich mit seiner Drumming Performance in 1972. Mit Andy Warhol aus New York blieb Mayer in Verbindung. 1979 kam es auf einem seiner Abendessen zu einem Treffen von Pop Art und Fluxus: Andy Warhol traf Joseph Beuys. In den 1970er bis 1990er Jahren hatte Mayer das Programm kontinuierlich erweitert und das Spektrum der Galerie seit den frühen 1970er Jahren in Richtung USA. Mark Rothko, Sol LeWitt zeigte er Mitte der 1970er Jahre im Zusammenhang mit einem Gemälde von Kasimir Malewitsch. Er entdeckte Cy Twombly, zeigt aber auch Alexander Calder, Gotthard Graubner, Heinz Mack, Günther Uecker, Lucio Fontana oder Arman. Gruppenausstellungen mit Carl Andre, Donald Judd und Agnes Martin wechselten mit Künstlern der Pop Art wie Roy Lichtenstein, Ellsworth Kelly, Tom Wesselmann und Robert Rauschenberg. Unter den amerikanischen Künstlern sind noch zu nennen Frank Stella, Bill Beckley gefolgt von den Vertreten der jüngeren Generation, wie Keith Haring, Jean-Michel Basquiat, Kenny Scharf, Tony Oursler und Robert Longo. Hans Mayer gilt als einer der wichtigsten Vermittler der contemporary art.
Neben den Pionieren der Medien-, Video- und Performance-Kunst – 1990 trat Nam June Paik der Galerie bei, gefolgt von Jürgen Klauke und Tony Oursler – zählen Exponenten der Fotografie wie Bill Beckley, Helmut Newton und Peter Lindbergh zu den wichtigen Künstlern der Galerie. Lindbergh hatte Ende der 1960er Jahre bei Mayer gearbeitet, bevor er seine internationale Karriere als Modefotograf in Paris startete. Mayers freundschaftliche Beziehung zu Dennis Hopper führte zur ersten Foto-Ausstellung des Filmschauspielers in Deutschland. Die deutsche Malerei vertritt Mayer hauptsächlich mit Ben Willikens und Markus Oehlen. Seine Distanz zur Düsseldorfer Künstlerszene und besonders zur Kunstakademie teilte er wohl mit Werner Schmalenbach. Als der Schwabe Mayer 1971 seine eigene Galerie in Düsseldorf eröffnete, hatten Alfred Schmela und andere Galeristen die Künstler der Kunstakademie schon fest an sich gebunden.
1998 eröffnete er in Berlin, Unter den Linden 42, eine Dependance; das Experiment misslang und nach fünf Jahren musste er aufgeben. Zum 40. Galerie-Jubiläum im Oktober 2005 lieh er sich aus öffentlichen und privaten Sammlungen sein imaginäres „Mayer-Museum“ zusammen und zeigte in der Langen Foundation vierzig Werke von Hans Arp, Carl Andre, Sol Lewitt, Jean-Michel Basquiat, Brancusi, Yves Klein, Martin Kippenberger, Robert Rauschenberg, Dan Flavin, Mark Rothko, Richard Serra, Barnett Newman und Kasimir Malewitsch.
Als das alte Zürich-Haus, in dem sich die Galerie befand, im Sommer 2009 abgerissen wurde, zog Hans Mayer mit Galerie in ein Industriegebiet von Düsseldorf. Für kurze Zeit unterhielt Mayer seine Dependance im Medienhafen, wo er dann Hopper, Haring, Lindbergh oder Uecker in großen Shows präsentierte. 2011 zog Hans Mayer mit seiner Galerie an seine alte Adresse am Grabbeplatz zurück. Der Innenarchitekt Danilo Silvestrin schuf „eine Kathedrale für die Kunst“, so Mayer, mit Wandhöhen bis zu 6,50 Metern. Immer wieder kam es zu Projekten mit der Band Kraftwerk. So war der Höhepunkt der Eröffnung des Neubaus eine audiovisuelle Projektion der Gruppe Kraftwerk auf die Front des gegenüber liegenden Museums K20. Hans Mayer war seit seinen Anfängen als Galerist berühmt für seine kreativen Crossover-Aktivitäten mit Konzerten, Theater, Tanz und Modenschauen.

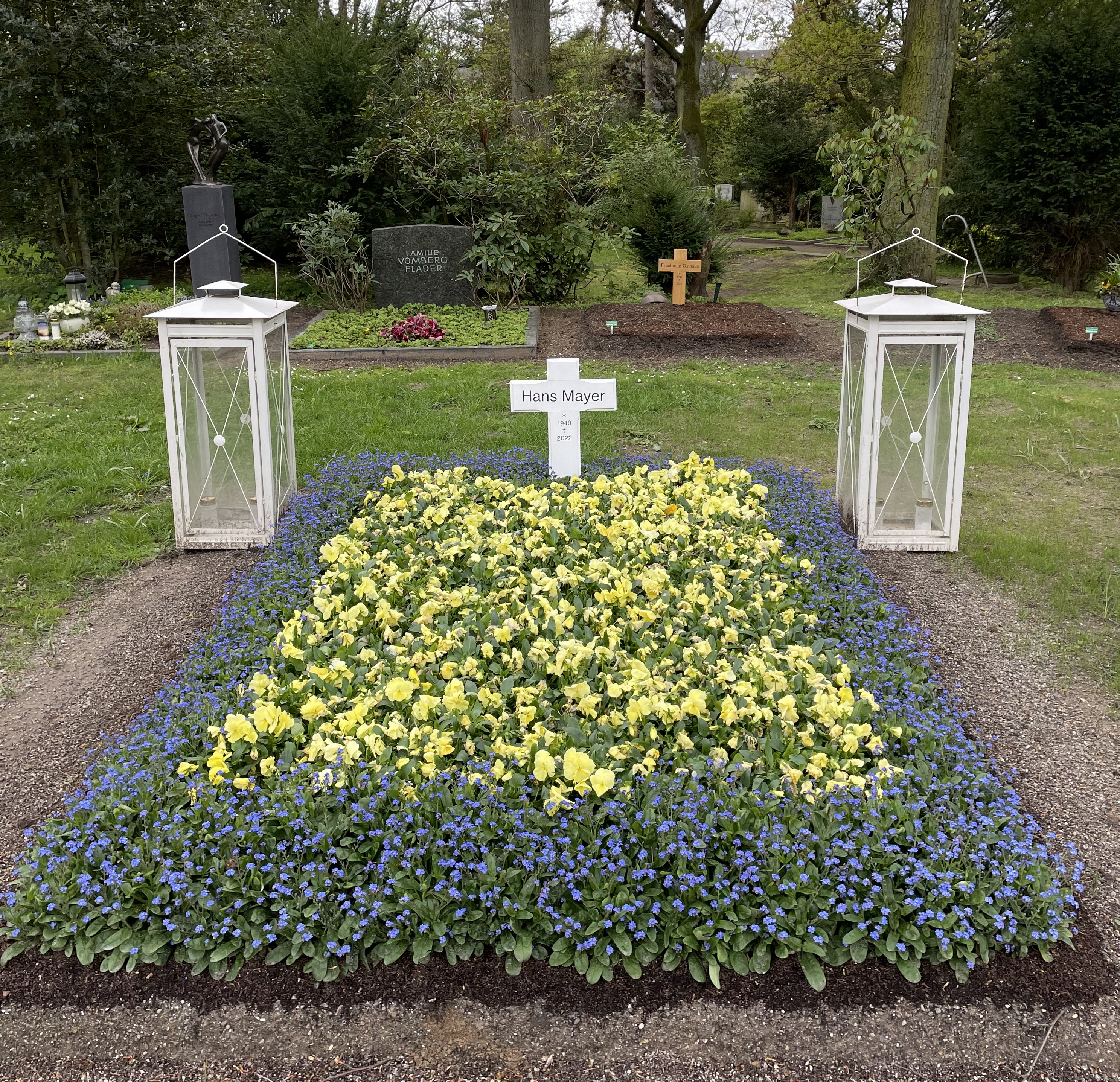
Grabstätte von Hans Mayer auf dem Nordfriedhof Düsseldorf

Seit Anbeginn war Hans Mayer regelmäßig auf den großen Messen der Kunst weltweit vertreten, darunter seit 1970 auf der Art Basel und der Art Cologne. 2015 erhielt er den „Art Cologne-Preis“ für herausragende Leistungen der Kunstvermittlung.
Im letzten Programm führte Hans Mayer Größen wie Tony Cragg, Imi Knoebel, Andreas Gursky, Norbert Kricke und Nam June Paik. Von Joseph Beuys erhielt er zuletzt Arbeiten aus Privatbesitz. Hans Mayer hat sich seit 1965 an über 330 Ausstellungen gewidmet. 2020 zog er mit seiner Galerie um ins denkmalgeschützte Schmela-Haus. Dort ist auch die Galerie seines Sohnes untergebracht. Die letzte Ausstellung im alten Gebäude hieß Good-bye Grabbeplatz und wurde bis zum 29. Februar 2020 gezeigt.

## Ausstellungen (Auswahl)
- 2016: Jean Pierre Yvaral, Variation Chromatique – Works from the 1960s; Katharina Sieverding, Zyklus „Noad I – VI“[13]
- 2015: Robert Longo: The Invention of Zero (after Malevich), 1991[14]; Accrochage: Bill Beckley, Lawrence Carroll, Stéphane Dafflon, Ulrich Erben, Jürgen Klauke, Robert Longo, Dennis Oppenheim, Kenny Scharf; Zander Blom, New Works; Richard Nonas, More
- 2014: Liam Gillick, Complete Bin Development; Tony Oursler, Obscura; Bill Beckley, The Accidental Poet – Works from the Seventies[15]; Takashi Naraha, Structure Mandala; C. O. Paeffgen, Obst- und Gemüsekisten
- 2013: Jürgen Klauke, Desaströses Ich
- 2012: Markus Oehlen, Neue Bilder; Tony Oursler, Lapsed Fantasist; Jürgen Klauke, Sonntagsneurosen; Sir Anthony Caro, Skulpturen; Ben Willikens, Neue Bilder
- 2011: 9 Künstler, 9 Werke, Kunstakademie[16]
- 2010: Bill Beckley, Neue Arbeiten
- 2009: Ben Willikens[17]
- 2005: Langen Foundation, Perfect Painting – 40 Jahre Galerie Hans Mayer. Werke aus öffentlichen und privaten Sammlungen
- 1995: Petrus Wandrey, Digitalismus
- 1995: Michael Ray Charles (* 1967), 1. Einzelausstellung in Europa
- 1991: George Pusenkoff
- 1988: Jean-Michel Basquiat
- 1969: Andy Warhol, Grafiken Cambell-Suppendosen, Flowers und Kennedy
- 1978: Peter Reichenberger, Berührungen. Überlagerungen
- 1972: Ellsworth Kelly[18]; Steve Reich, Drumming Performance
- 1967: Vom Konstruktivismus zur Kinetik; Vasarely, Bilder + Objekte[19]
- 1966: Julian Beck, Living Theatre
- 1965: Walter Leblanc, Paul Gredinger, Jacob, Max Bill, Vigo[20]

## Veröffentlichung
- Hans Mayer: Vom Konstruktivismus zur Kinetik 1917 bis 1967. Krefeld: Selbstverlag der Galerie Denise René, 1967